# Huisseau-en-Beauce
Huisseau-en-Beauce é uma comuna francesa na região administrativa do Centro, no departamento Loir-et-Cher. Estende-se por uma área de 9,03 km². Em 2010 a comuna tinha 431 habitantes (densidade: 47,7 hab./km²).